# 罗建文
罗建文（1943年5月18日—2017年12月20日），中国福建省福州市人，围棋职业七段棋手。他13岁学棋，1982年被授予七段。获1964年、1966年、1974年全国围棋个人赛第六名、第三名、第五名，1975年全运会围棋个人赛第五名，1992年百乐杯元老赛冠军，2017年第二届太平书镇杯中国围棋元老邀请赛亚军。他曾担任中国围棋协会副主席等职务。2017年12月20日晚，因病医治无效，在北京去世，享年74岁。